# 약학대학
약학대학(藥學大學)은 약학에 관한 연구 및 교육을 하고, 약사를 양성하는 과정으로 약학부가 있는 대학이다.
약사가 등록을 위해 고려해야 할 기본 요구 사항은 종종 인정된 대학의 학부 또는 대학원 약학 학위이다. 많은 국가에서 약학 학사 또는 약학 석사 학위를 취득하기 위한 4년 또는 5년 과정이 포함된다.
미국에서는 2003년부터 학생들이 면허가 있는 약사가 되려면 약학 박사 학위를 이수해야 하며 캐나다와 프랑스와 같은 일부 다른 국가에서도 유사한 요구 사항이 도입되었다. 약학 박사 학위는 일반적으로 학사 학위 또는 기타 승인된 과정을 마친 후 공인 약학 대학에서 4년 과정을 이수해야 한다.
약사로 활동하려면 국가, 주 또는 도의 규제 기관에 등록해야 한다. 약대 졸업생은 등록된 약사의 감독하에 약국에서 일정 시간의 경험을 완료해야 하는 경우가 종종 있다. 규제 기관이 국가 전체를 관리하는 경우 일반적으로 등록 전에 예비 약사에게 서면 및 구술 시험을 실시한다. 관할권이 주 또는 지방과 같은 특정 관할권으로 제한되는 경우 필수 시험은 국가 심사위원회에서 관리한다.

## 진출분야
약학대학을 졸업한 학생은 연구, 사무, 의료 등의 분야에 진출할 수 있다. 연구직으로는 약학 연구원, 생명과학 연구원, 의약품화학공학기술자가 있고, 사무직으로는 의약품 인허가 전문가, 품질관리 사무원이 있으며, 의료직으로는 약사와 한약사가 있다.
대학 졸업 후 첫 일자리 진출직업 중 상위 5개는 약사 및 한약사, 생명과학 시험원, 생명과학 연구원, 기획/마케팅 사무원, 생산/품질 사무원이다.